# Umberto Pagani
Umberto Pagani (Parma, 11 ottobre 1892 – Parma, 26 luglio 1966) è stato un politico, sindacalista e partigiano italiano, segretario del Partito Repubblicano Italiano (PRI) durante la Resistenza.

## Biografia
Umberto Pagani nacque a Parma l'11 ottobre 1892 da Franco e Maria Dalcò. Nel 1910 fu segretario della Federazione Giovanile Socialista di Parma e in seguito combatté nella prima guerra mondiale. Scontò un periodo di prigionia e poté tornare in Italia nel 1918, riprendendo l'attività di sindacalista. Diventò segretario della camera del lavoro di Cesena e nel 1925 segretario del Partito Repubblicano Italiano (PRI) per l'Emilia-Romagna. 
Fu tra gli organizzatori dell'associazione repubblicana e antifascista Italia libera, fondata da Randolfo Pacciardi, e, a causa di questo attivismo, fu condannato dal regime fascista a scontare il confino prima a Lampedusa e successivamente a Lipari, Ponza e Ventotene. Nel luglio 1943, dopo lo sbarco in Sicilia, fu nominato segretario del Partito Repubblicano per i territori occupati e durante la guerra di liberazione fu rappresentante del partito presso il Comitato di Liberazione Nazionale Emilia-Romagna e il CLN di Parma. Dal 1944 fu membro del Comando unico militare Emilia-Romagna (CUMER).
Nell'aprile 1945, con la liberazione dell'Italia, terminò le sue funzioni di segretario del PRI e la carica tornò a Randolfo Pacciardi. Nel dopoguerra fu membro della segreteria della Camera del Lavoro CGIL di Parma dal 1946 al 1947 e presidente dell'Università popolare di Parma.
Tra i fondatori della UIL nel 1950, negli anni seguenti è nel Comitato di segreteria e nel Comitato esecutivo del sindacato.
Morì a Parma il 26 luglio 1966.